# Mothonodes
Mothonodes là một chi bướm đêm thuộc họ Cosmopterigidae.